# Grecia (telenovela)
Grecia é uma telenovela argentina produzida pela Pol-ka Producciones e exibida pelo Canal 13 em 1987.

## Elenco
- Grecia Colmenares - Grecia
- Gustavo Bermúdez - Gustavo
- Erika Wallner - Agatha
- Fernando Allende - Fernando
- Edelma Rosso - Zulema
- Katja Alemán - Claudia
- Elizabeth Killian - Rufina
- Maria Socas - Jorgelina
- Aníbal Morixe - Ramiro
- Isabel Spagnuolo - Gini